# Usine Comurhex de Pierrelatte
L'usine Philippe-Coste, Comurhex II de Pierrelatte est une installation nucléaire d'Orano, située sur le site nucléaire du Tricastin dans la commune de Pierrelatte. Orano qui exploite le site y procède à la conversion de tétrafluorure d'uranium, en provenance du site de Malvési, en hexafluorure d'uranium (UF6), destiné à être ensuite traité dans l'usine Georges-Besse II sur le même site par la société Eurodif Production pour produire de l'uranium enrichi.
L'usine a été classée secrète jusqu’au 31 décembre 1978, où elle a été déclassée à la suite de la décision du 10 juillet 1978.
L’usine Comurhex est rattachée, d’un point de vue opérationnel, au site nucléaire du Tricastin exploité par Orano.

## Histoire
D'automne 1961 à juin 1963, les Usines chimiques de Pierrelatte sont construites sous la direction de Philippe Coste, un ingénieur de l'école Polytechnique et des Mines (X-Mines). En 1962 est créée la Société des Usines Chimiques de Pierrelatte (SUCP) afin de produire l’hexafluorure d'uranium (UF6) nécessaire pour alimenter l'usine d'enrichissement de l'uranium du programme nucléaire militaire de la France.
En 1971 est créée la société Comurhex, par regroupement de la SUCP et des activités de l'usine de Malvési.
En octobre 1999, le siège de Comurhex est transféré de Vélizy à Pierrelatte. 47 emplois sur 346 sont supprimés à l'usine de Pierrelatte.

### Projet Comurhex II
En juin 2007, Areva (désormais Orano) annonce son projet - intitulé Comurhex II - de nouvelles usines de conversion de l'uranium. Le projet, qui est réparti sur les sites Comurhex de Pierrelatte et de Malvési dans l'Aude, atteint un montant total d'environ 600 millions d'euros. Les travaux de génie civil ont commencé en novembre 2009. La pleine capacité de production est estimée à 15 000 t annuelles, avec une capacité d'extension possible à 21 000 t annuelles.
En septembre 2011, le ministre de l'industrie Éric Besson, accompagné par Sébastien de Montessus, le responsable Mines d'Areva, fait un voyage auprès des autorités du Kazakhstan, car il projette de faire entrer le groupe kazakh Kazatomprom au capital de Comurhex II, en contrepartie de la montée en régime de la mine d'uranium de Tortkuduk d'Areva au Kazakhstan.
Au début de 2012, Areva annonce une dépréciation de 212 millions d'euros sur le projet Comurhex II.
En janvier 2015, la CFDT affirme que le démarrage de Comurhex 2 est reculé, et que l’autorisation de continuer l’exploitation de Comurhex 1 toujours pas obtenue. En mai 2015, la CGT affirme que le coût du projet Comurhex II aurait doublé pour atteindre plus de 1,2 milliard d'euros.
En mars 2017, la CGT s'inquiète du risque que l'usine de Pierrelatte n'ait pas les capacités pour accueillir la production de l'usine Areva Malvési en raison de retards dans la réalisation du projet Comurhex II.
En septembre 2017, le redémarrage de l'usine Comurhex 1, alors à l'arrêt, est conditionnée par l'ASN à la remise à niveau des moyens de limitation des conséquences des rejets chimiques.
Le 31 décembre 2017, l’usine historique de conversion Comurhex I, cesse définitivement sa production industrielle après 55 ans de fonctionnement et près de 460 000 tonnes d’hexafluorure d’uranium (UF6) produites. Elle sera remplacée courant 2018 par la nouvelle usine Comurhex II, alors en test. Orano confirme que « l’ensemble du personnel de Comurhex I sera affecté dès 2018 à la poursuite des essais » de Comurhex II.
Orano a inauguré Comurhex 2 le 10 septembre 2018. L'investissement a subi six ans de retard et a vu sa facture doublée, à 1,15 milliard d'euros. Orano prévoit une production de 5 000 tonnes mi-2019, puis de 15 000 tonnes fin 2020, sa capacité maximale. L'usine est baptisée Philippe Coste. Par rapport à l'ancienne usine arrêtée fin 2017, Comurhex 2 réduit les consommations de réactifs chimiques : ammoniac -75 %, acide nitrique -50 %, potasse -60 %, et divise par dix la consommation d'eau.

## Descriptif
L'usine Philippe-Coste, Comurhex II de Pierrelatte produit des matériaux pour différents secteurs industriels :
- l'industrie nucléaire : de l'hexafluorure d'uranium pour le combustible nucléaire destiné à la production d’électricité et aux réacteurs nucléaires militaires, et du trifluorure de chlore pour le nettoyage industriel des installations,
- l'industrie microélectronique : de l'hexafluorure de tungstène et du fluor pour la fabrication des cartes à puces de téléphones, GPS…,
- l'industrie automobile : un mélange de fluor et d’azote pour l’étanchéité des réservoirs d'automobiles.

Les tonnages annuels de produits finis sont les suivants :
| Produit          | 2004   | 2005   | 2006   | 2007   |
| ---------------- | ------ | ------ | ------ | ------ |
| UF6 naturel      | 14 100 | 14 000 | 12 300 | 13 789 |
| U3O8             | 162    | 0      | 466    | 537    |
| Produits fluorés | 70,5   | 58     | 59     | 51     |

La Comurhex exporte 58 % de sa production : en Asie 21 %, aux États-Unis 20 %, en Europe 17 %.

## Sûreté
À la suite d'une simulation d'accident à Pierrelatte le 31 août 2004, l'autorité de sureté nucléaire (ASN) a remarqué que les locaux utilisés pour gérer une situation de crise ne sont "pas adaptés au risque sismique" et "ne possèdent pas de système de filtration permettant la survie au passage d'un nuage toxique". Le réseau d'associations Sortir du nucléaire a alors dénoncé "une sûreté défaillante".
En août 2008, une petite fuite d'uranium a été détectée jeudi sur une canalisation des réseaux d'effluents. La fuite a été détectée sur une canalisation enterrée, qui n'était normalement plus utilisée.